# Б̀
Cette page contient des caractères spéciaux ou non latins. S’ils s’affichent mal (▯, ?, etc.), consultez la page d’aide Unicode.
Б̀ (minuscule : б̀), appelé bé accent grave, est une lettre additionnelle de l’alphabet cyrillique qui a été utilisée en tchouvache au XIXe siècle. Elle est composée du bé ‹ Б › diacrité d’un accent grave.

## Représentation informatique
Le bé accent grave peut être représenté avec les caractères Unicode suivants :
- décomposé (cyrillique, diacritiques)[1],[2] :

| formes    | représentations | chaînes de caractères | points de code | descriptions                                            |
| --------- | --------------- | --------------------- | -------------- | ------------------------------------------------------- |
| capitale  | Б̀               | Б◌̀                    | U+0411 U+0300  | lettre majuscule cyrillique bé diacritique accent grave |
| minuscule | б̀               | б◌̀                    | U+0431 U+0300  | lettre minuscule cyrillique bé diacritique accent grave |